# Xã Mayberry, Quận Hamilton, Illinois
Xã Mayberry (tiếng Anh: Mayberry Township) là một xã thuộc quận Hamilton, tiểu bang Illinois, Hoa Kỳ. Năm 2010, dân số của xã này là 486 người.